# Покровська вулиця (Київ)
Покро́вська ву́лиця — вулиця в Подільському районі міста Києва, місцевість Поділ. Пролягає від Андріївської вулиці до Контрактової площі.
Прилучаються Покровський провулок і Андріївський узвіз.

## Історія
Одна з найдавніших вулиць Києва. Відома з середини XV століття під назвою Гнила (була розташована під горою, звідки витікали численні струмки і де скупчувалася дощова і тала вода). У XVI–XVII століттях тут розташовувалася вірменська колонія з церквою Різдва Богородиці (згоріла у 1651 році). Під сучасною назвою вулиця відома з XVIII століття, від збудованої(1685) на ній Покровської церкви (тепер Покровська вулиця, 7). Однак на плані міста 1803 року позначена як Різдвяна.
В ті часи і аж до пожежі 1811 року була головною вулицею Подолу, тому на початок XIX століття була забудована виключно мурованими будинками, що й врятувало вулицю під час пожежі. Відтак Покровська вулиця — одна з небагатьох вулиць Подолу, що зберегли свою прадавню, дугоподібну конфігурацію, даючи уявлення про загальний вигляд вулиць Подолу до початку XIX століття, оскільки після пожежі у наново відбудованому Подолі було майже скрізь прокладено прямі, «лінійні» вулиці.
З 1955 року — вулиця Академіка Зелінського, на честь вченого-хіміка Миколи Зелінського. Історичну назву вулиці було повернуто 1990 року.

## Будівлі
- Ліцей «Поділ» №100

## Пам'ятки архітектури
- № 1/2 — т. зв. «Дім вдов» (1892; В. Ніколаєв);
- № 4 — старий Контрактовий будинок (1799—1801; А. Ельдезин), з 1872 року Подільська жіноча гімназія;
- № 5 — будинок С. Стрельбицького (1808; ймов. А. Меленський);
- № 9 — житлові будинки (1815 та 1865);
- № 11 — будинок з крамницями (1809) та житловий будинок (1818; обидва А. Меленський);
- № 12 — Будинок Назарія Сухоти (1804; А. Меленський, реконструйовано 1876; О. Шіле).

## Храми
- Церква Покрови Пресвятої Богородиці (1766-1772; арх. І. Григорович-Барський);
- Дзвіниця церкви Миколи Доброго (1716), нині греко-католицька церква Св. Миколая.

## Втрачені споруди
- До кінця XVII століття на місці Покровської церкви існувала вірменська церква.
- До 1651 року на Гнилій вулиці розташовувався Бернардинський монастир.

## Зображення

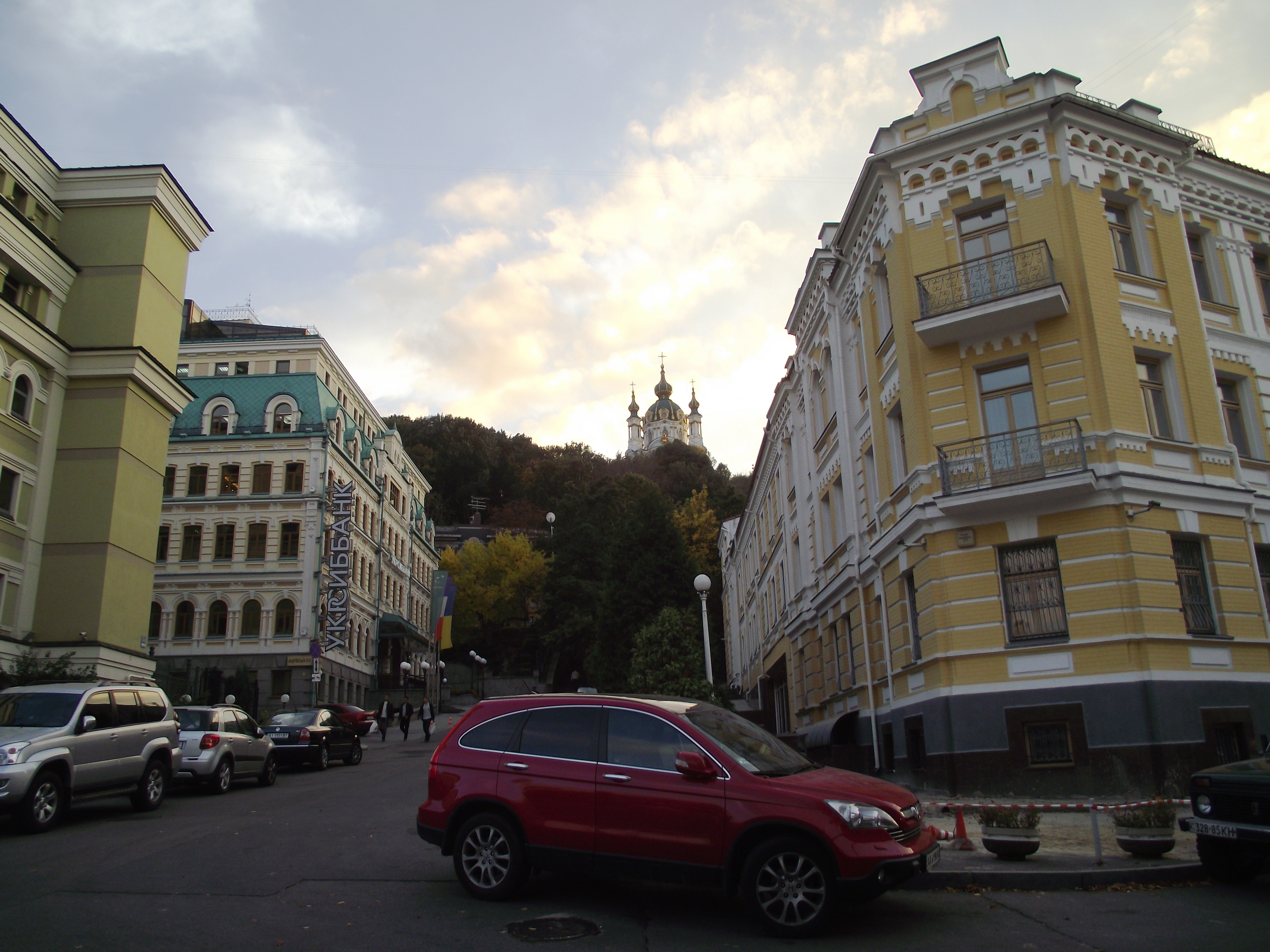
Будинок для вдів (праворуч) на розі Андріївської та Покровської вулиць
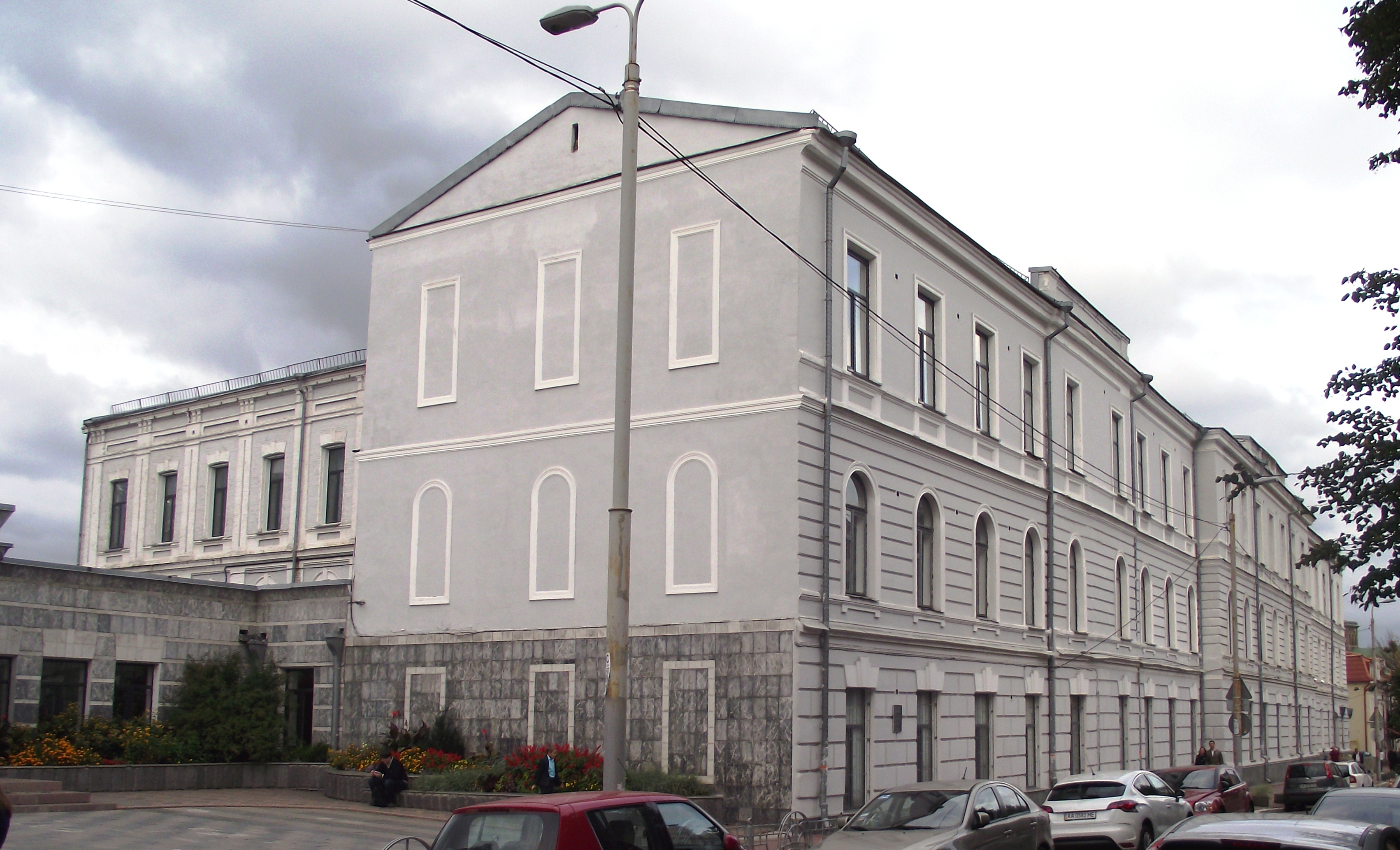
Старий контрактовий будинок (тільки перший поверх). Зараз — ліцей № 100
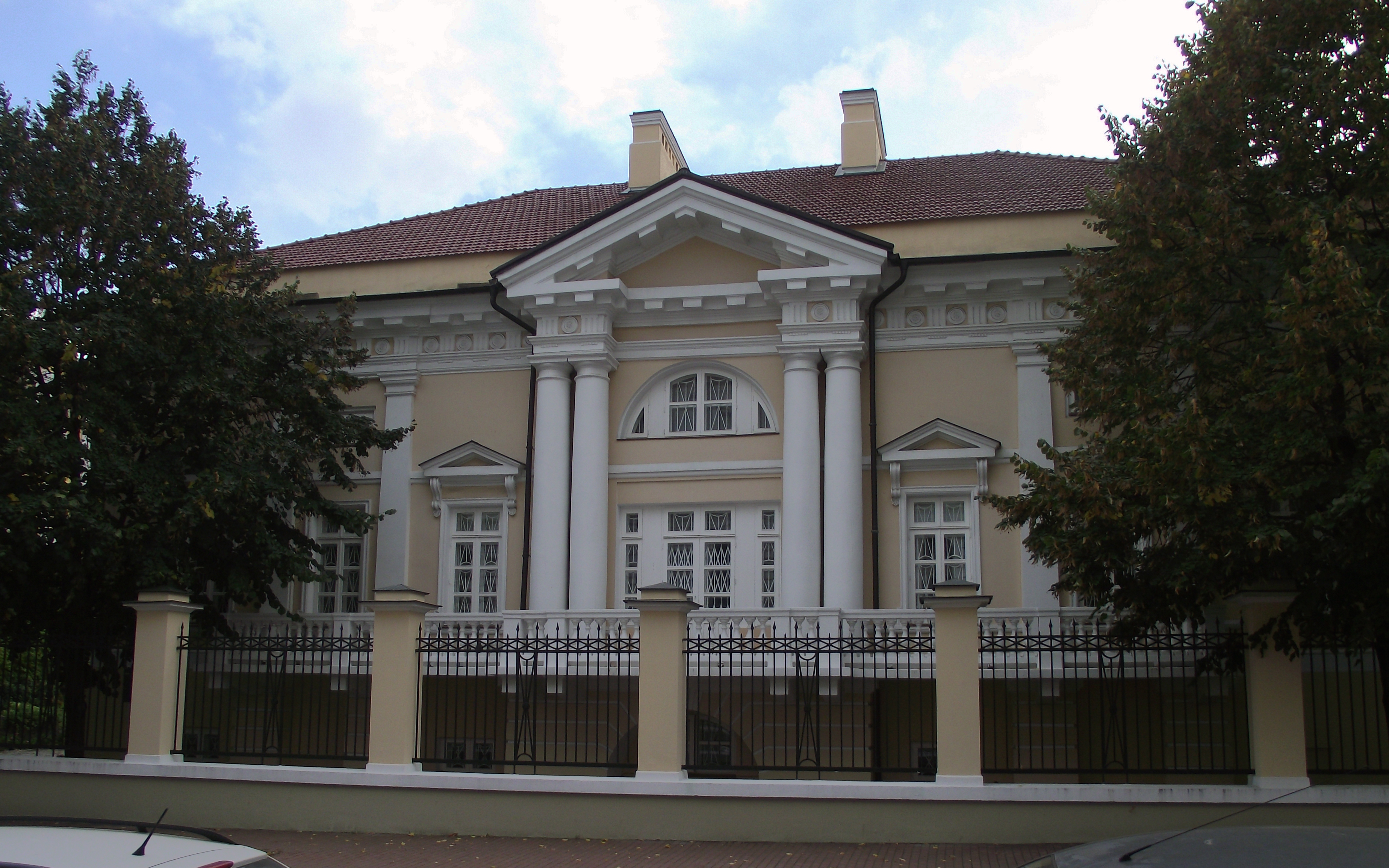
Садиба Стрельбицьких. Зараз — резиденція посла США в Україні
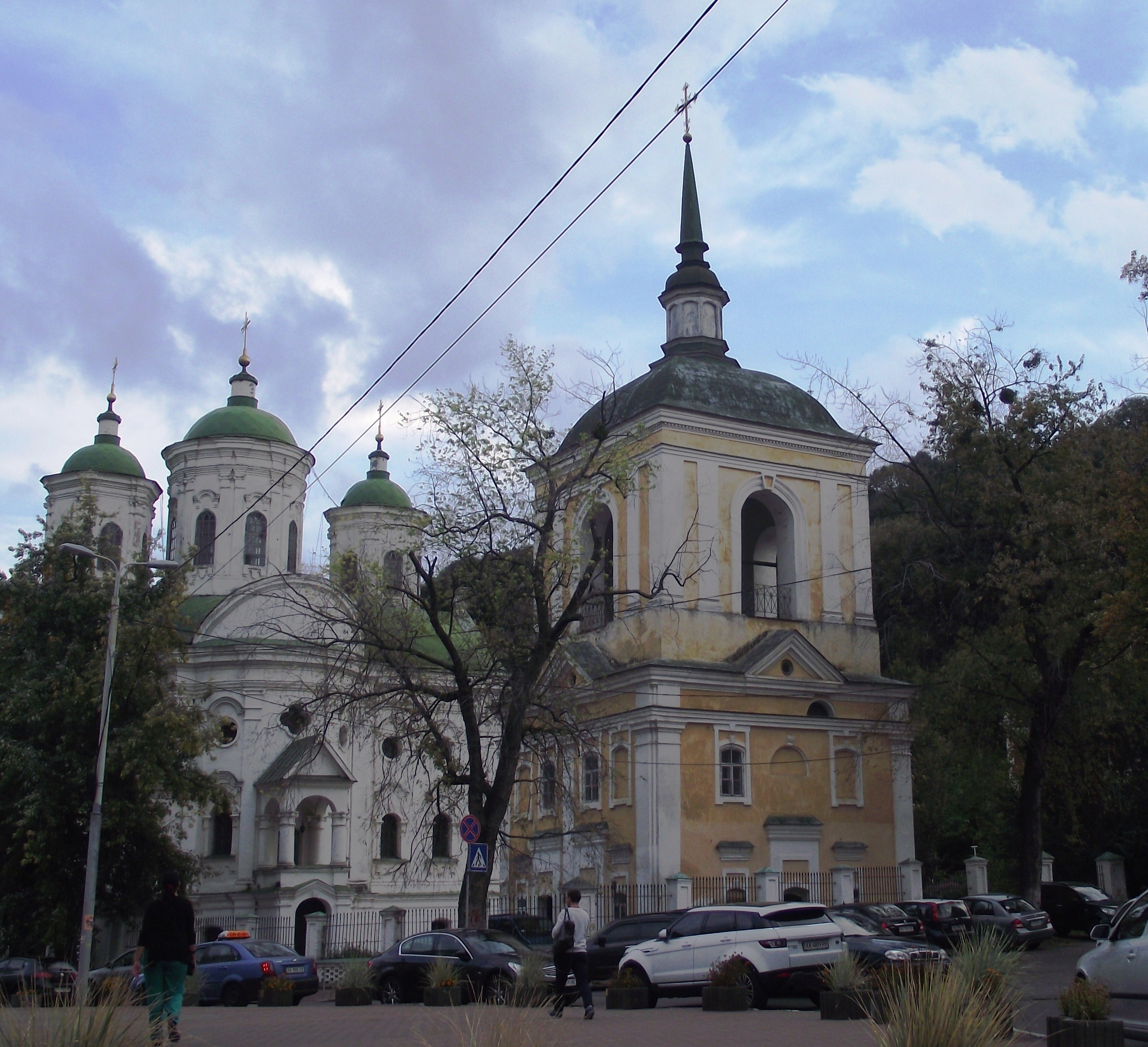
Комплекс Покровської церкви
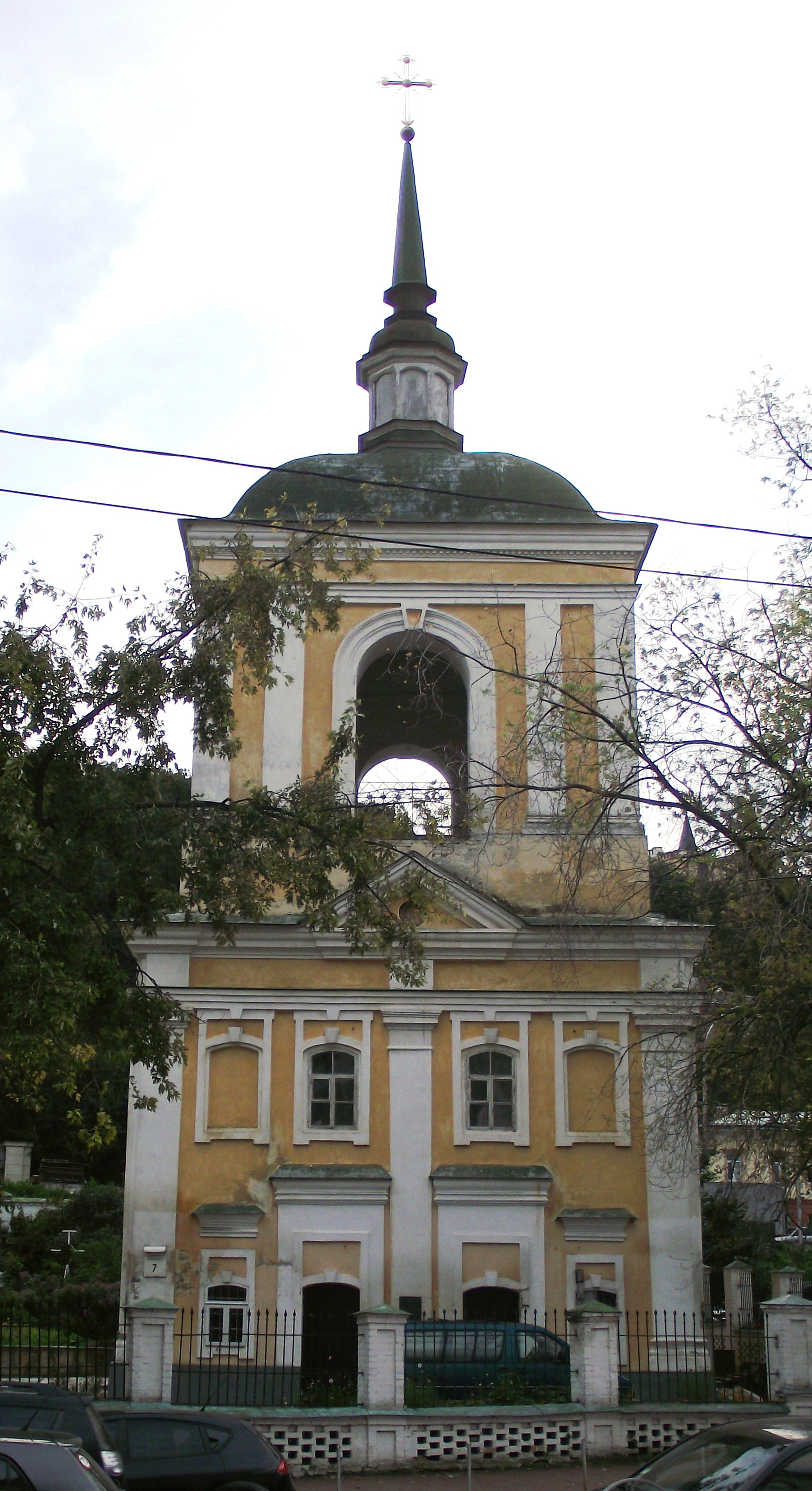
Дзвіниця Покровської церкви
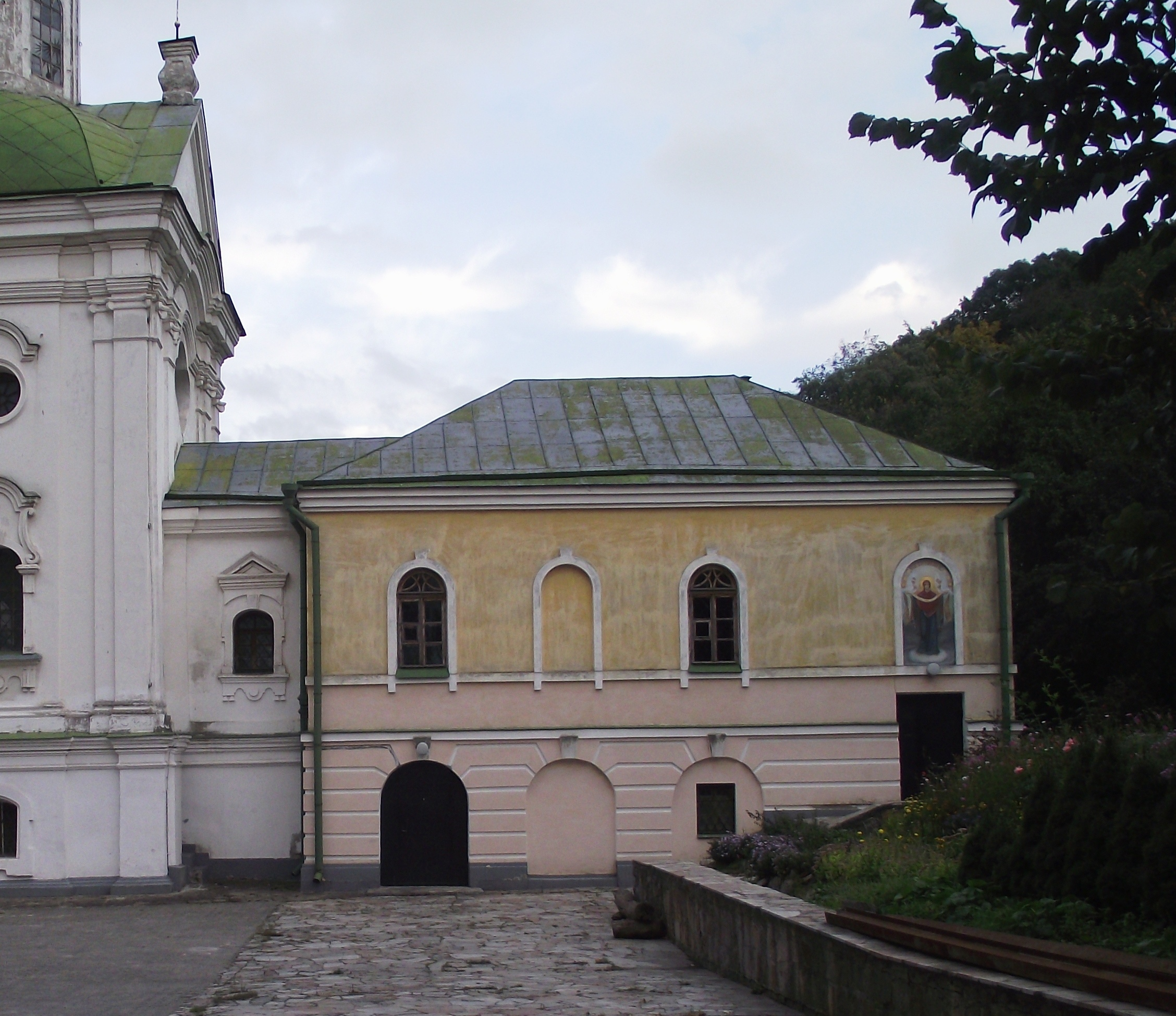
Дім причту Покровської церкви
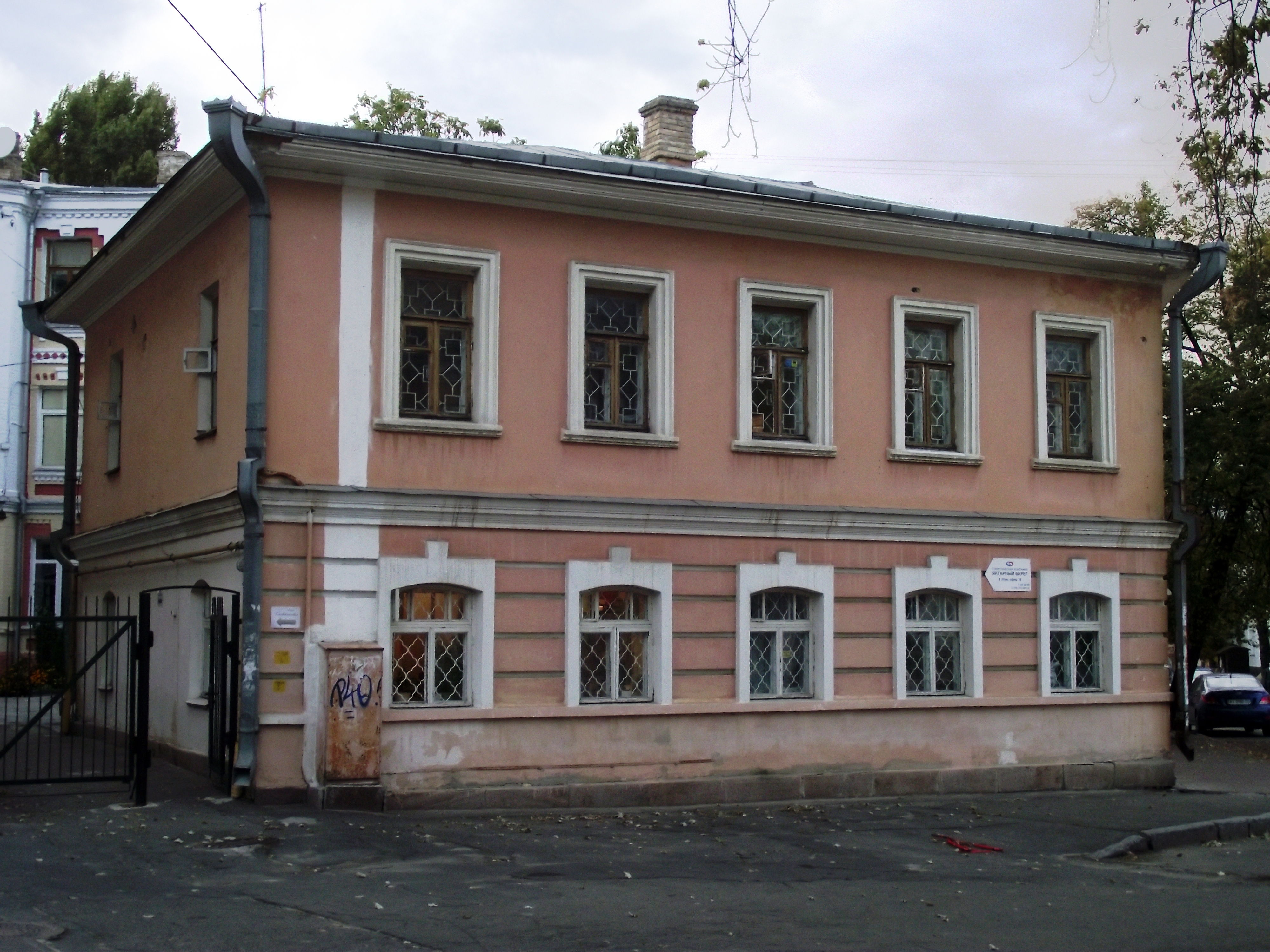
Житловий будинок початку XIX ст.
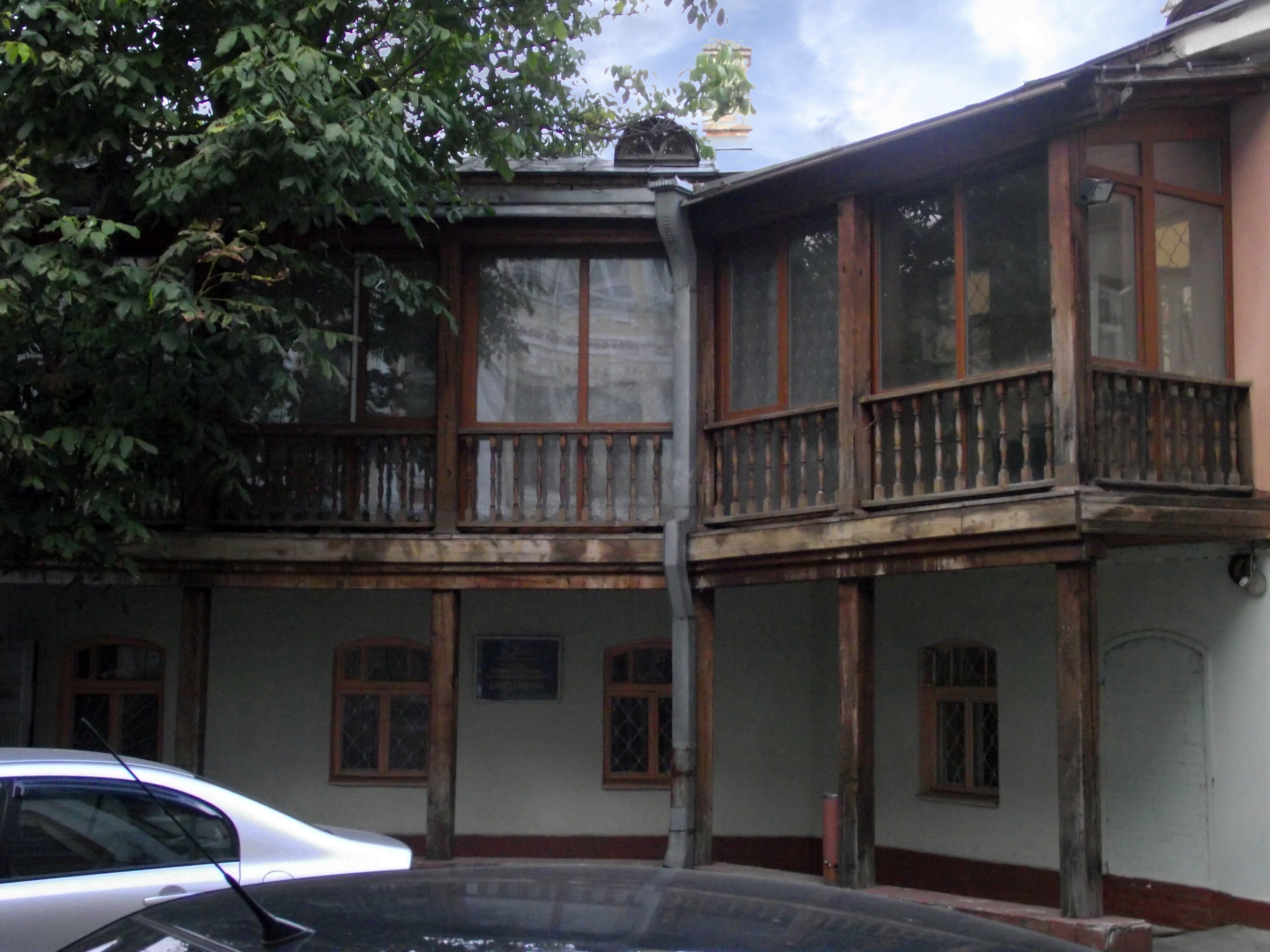
Він же здвору. Типовий єврейський будинок з дерев'яними верандами у двір
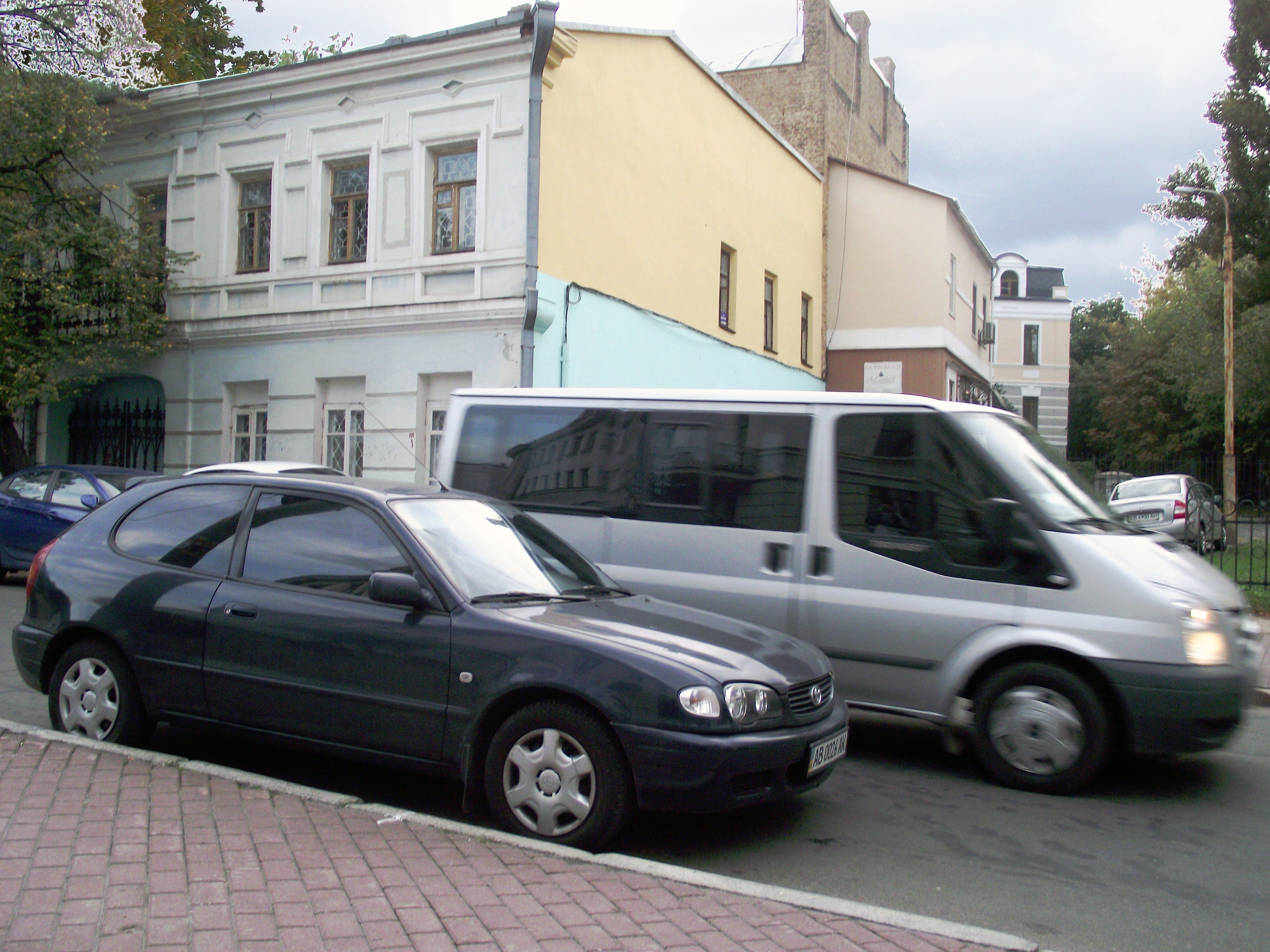
Флігель того ж будинку
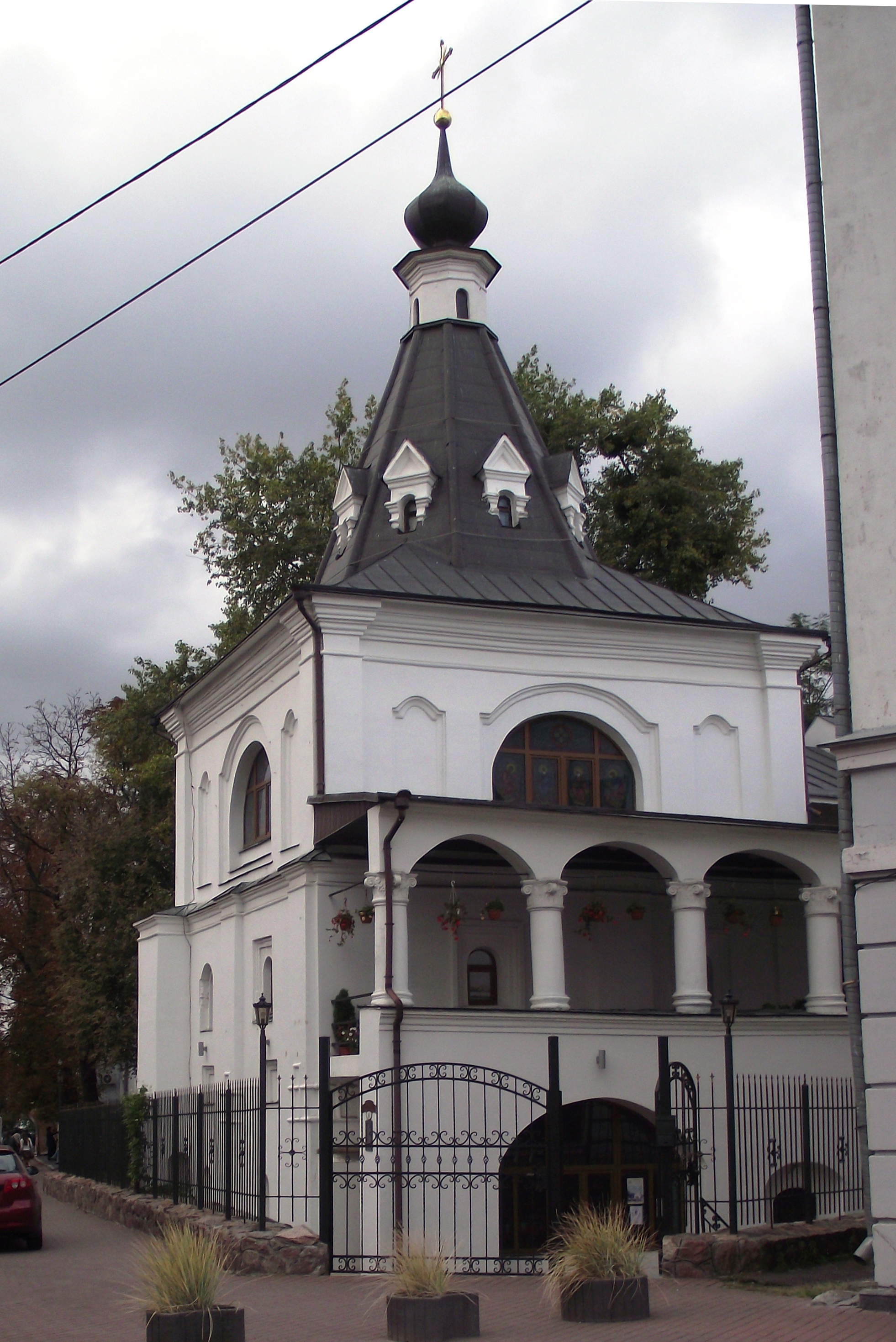
Дзвіниця церкви Миколи Доброго
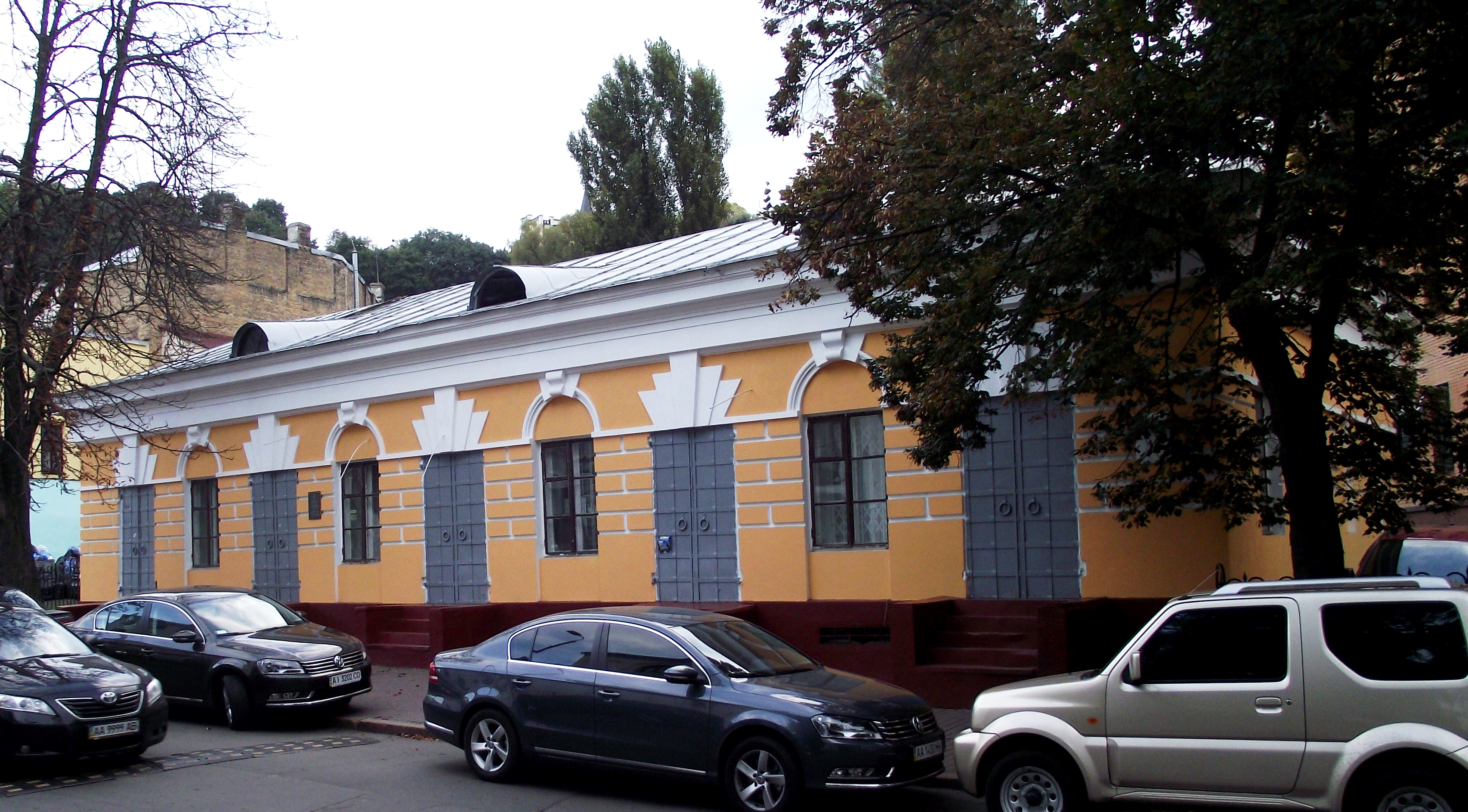
Будинок з крамницями
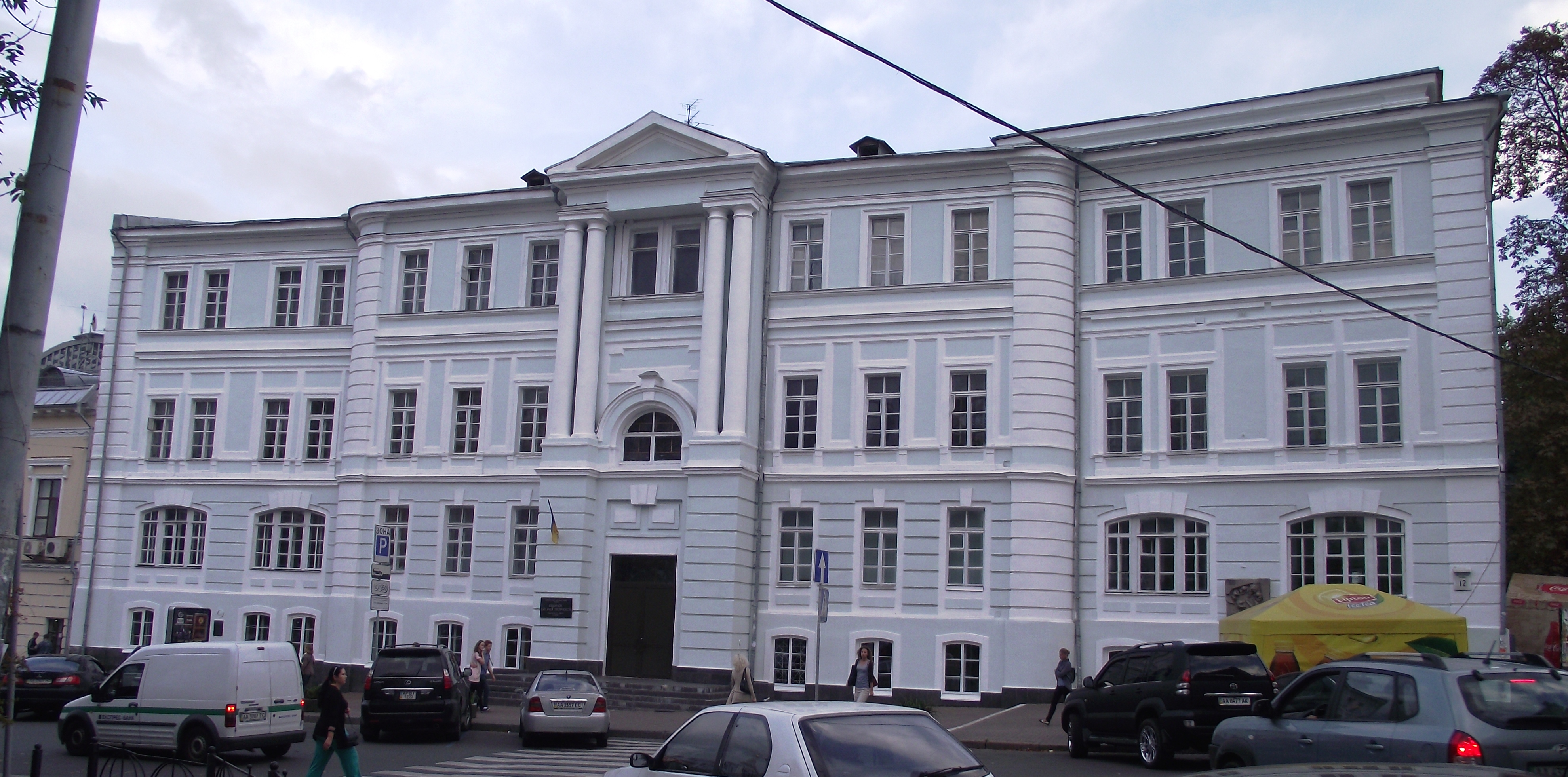
Дім Назарія Сухоти
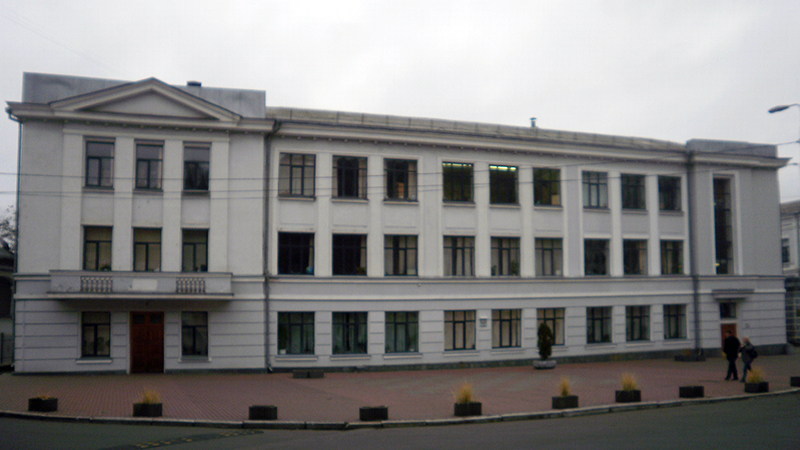
№ 4/6 – ліцей № 100 «Поділ», типовий проєкт